# Championnat du Chili de football 1971
Navigation
Saison précédente Saison suivante
La saison 1971 du Championnat du Chili de football est la trente-neuvième édition du championnat de première division au Chili. Les dix-huit meilleurs clubs du pays sont regroupés au sein d'une poule unique où elles s'affrontent deux fois, à domicile et à l'extérieur. En fin de saison, le dernier du classement est relégué et remplacé par le champion de Segunda Division, la deuxième division chilienne. 
C'est un exploit à ce jour[Quand ?] unique qui est réalisé par l'Unión San Felipe. Après avoir remporté le championnat de Segunda Division la saison dernière, le club de la région de Valparaíso termine en tête du classement final du championnat, avec deux points d'avance sur le CF Universidad de Chile et quatre sur l'Unión Española. C'est donc le tout premier titre de champion du Chili de l'histoire du club.

## Les clubs participants
- Club Deportivo Huachipato
- Colo Colo
- Club Deportivo O'Higgins
- CF Universidad de Chile
- Unión Española
- Santiago Wanderers
- CSD Rangers
- Deportes Magallanes
- Club de Deportes Antofagasta
- Green Cross-Temuco
- Club de Deportes Lota Schwager
- Audax Italiano
- CD Universidad Católica
- Club Deportes Concepción
- CD Everton de Viña del Mar
- Unión San Felipe - Promu de Segunda Division
- Deportes Unión La Calera
- Deportes La Serena

## Compétition
Le barème utilisé pour établir le classement est le suivant :
- Victoire : 2 points
- Match nul : 1 point
- Défaite : 0 point

### Classement
| Rang | Équipe                         | Pts | J  | G  | N  | P  | Bp | Bc | Diff |
| ---- | ------------------------------ | --- | -- | -- | -- | -- | -- | -- | ---- |
| 1    | Unión San Felipe P             | 46  | 34 | 18 | 10 | 6  | 61 | 40 | +21  |
| 2    | CF Universidad de Chile        | 44  | 34 | 17 | 10 | 7  | 73 | 42 | +31  |
| 3    | Unión Española                 | 42  | 34 | 14 | 14 | 6  | 52 | 40 | +12  |
| 4    | Colo Colo T                    | 41  | 34 | 16 | 9  | 9  | 62 | 42 | +20  |
| 5    | Club Deportes Concepción       | 37  | 34 | 15 | 7  | 12 | 40 | 41 | -1   |
| 6    | Unión La Calera                | 36  | 34 | 12 | 12 | 10 | 51 | 47 | +4   |
| 7    | Santiago Wanderers             | 34  | 34 | 12 | 10 | 12 | 43 | 47 | -4   |
| 8    | Deportes La Serena             | 34  | 34 | 11 | 12 | 11 | 45 | 50 | -5   |
| 9    | CSD Rangers                    | 32  | 34 | 11 | 10 | 13 | 40 | 43 | -3   |
| 10   | Club de Deportes Antofagasta   | 32  | 34 | 10 | 12 | 12 | 42 | 51 | -9   |
| 11   | Club Deportivo O'Higgins       | 32  | 34 | 12 | 8  | 14 | 36 | 47 | -11  |
| 12   | Club Deportivo Huachipato      | 31  | 34 | 10 | 11 | 13 | 43 | 45 | -2   |
| 13   | Universidad Católica           | 30  | 34 | 13 | 4  | 17 | 49 | 51 | -2   |
| 14   | Deportes Magallanes            | 30  | 34 | 13 | 4  | 17 | 50 | 55 | -5   |
| 15   | Green Cross-Temuco             | 30  | 34 | 10 | 10 | 14 | 45 | 51 | -6   |
| 16   | CD Everton de Viña del Mar     | 29  | 34 | 10 | 9  | 15 | 43 | 52 | -9   |
| 17   | Club de Deportes Lota Schwager | 26  | 34 | 9  | 8  | 17 | 42 | 52 | -10  |
| 18   | Audax Italiano                 | 26  | 34 | 7  | 12 | 15 | 33 | 54 | -21  |

|  | Qualification pour la Copa Libertadores 1972      |
|  | Participation au barrage de relégation            |
|  | T : Tenant du titre P : Promu de Segunda Division |

#### Barrage de relégation
| Équipe 1                       | Résultat | Équipe 2       |
| ------------------------------ | -------- | -------------- |
| Club de Deportes Lota Schwager | 2 - 1    | Audax Italiano |

## Bilan de la saison
| Championnat du Chili de football 1971 |                              |
| Champion                              | Unión San Felipe (1er titre) |
| Qualifications continentales          |                              |
| Copa Libertadores 1972                | Unión San Felipe             |
| Copa Libertadores 1972                | CF Universidad de Chile      |
| Promotions et relégations             |                              |
| Promus en Primera División            | Deportes Naval de Talcahuano |
| Relégués en Segunda División          | Audax Italiano               |